# Donald Martin (Hockeyspieler)
Donald „Don“ Martin (* 8. Februar 1940 in Kuala Lumpur) ist ein ehemaliger australischer Hockeyspieler. Er gewann mit der australischen Nationalmannschaft die olympische Silbermedaille 1968.

## Sportliche Karriere
Der 1,79 m große Donald Martin stand 1961 zum ersten Mal in der australischen Nationalmannschaft. 
Bei den Olympischen Spielen 1964 in Tokio gehörte Martin zum australischen Kader. Er wurde aber nicht eingesetzt, während seine Mannschaftskameraden die Bronzemedaille gewannen, die erste Hockey-Medaille für Australien überhaupt.
Vier Jahre später wurden die Australier bei den Olympischen Spielen 1968 in Mexiko-Stadt in der Vorrunde Zweite hinter Pakistan. Im Halbfinale trafen sie auf die indische Mannschaft, die Australier siegten mit 2:1 nach Verlängerung. Im Finale unterlagen die Australier mit 1:2 gegen Pakistan. Martin wurde in acht Spielen seiner Mannschaft eingesetzt, im Vorrundenspiel gegen Malaysia erzielte der Außenstürmer sein einziges Tor bei Olympischen Spielen.